# Platypalpus nigrimanus
Platypalpus nigrimanus är en tvåvingeart som beskrevs av Gabriel Strobl 1880. Platypalpus nigrimanus ingår i släktet Platypalpus och familjen puckeldansflugor. Inga underarter finns listade i Catalogue of Life.